# Sinal de exportação nuclear
Um sinal de exportação nuclear (ou NES do inglês Nuclear Export Signal) é uma curta sequência de aminoácidos de 4 resíduos hidrofóbicos que se encontra em determinadas proteínas e que marca essa proteína para ser exportada desde o núcleo celular até ao citoplasma, atravessando os complexos dos poros nucleares através do transporte nuclear. Este sinal apresenta efeitos opostos aos do sinal de localização nuclear, que marca uma proteína para o seu transporte desde o citoplasma até ao núcleo. O sinal de exportação nuclear é reconhecido por exportinas, que se ligam a ele. Em análises computacionais de NESs conhecidos verificou-se que o espaçamento mais comum de resíduos hidrofóbicos é LxxxLxxLxL, onde "L" é um resíduo hidrofóbico (geralmente leucina) e "x" é qualquer outro aminoácido; o espaçamento destes resíduos hidrofóbicos pode ser explicado ao examinar-se estruturas conhecidas que contenham um NES, como os resíduos fundamentais que normalmente se encontram no mesmo lado de estruturas secundárias adjacentes duma proteína, o que lhes permite interagir com a exportina.
Como os ácidos ribonucleicos (ARN) são compostos por nucleótidos e não por aminoácidos, carecem do sinal de exportação nuclear que sirva para levá-los para fora do núcleo, assim muitas formas de ARN se unem-se a proteínas formando um complexo ribonucleoproteico para então serem exportados para fora do núcleo. A cauda poli-A dos ARNs é muito importante para a ligação de proteínas exportadoras.
O sinal NES foi descoberto na proteína Rev do vírus VIH-1 e no inibidor da proteína quinase dependente de AMP cíclico (PKI). Identificou-se o receptor de carioferina CRM1 como o receptor de exportação para os NES ricos em leucina em vários organismos, e é uma proteína conservada evolutivamente. A exportação mediada por CRM1 pode ser inibida pelo fungicida leptomicina B (LMB), o que proporciona uma excelente forma para a verificação experimental desta via.
Nem todos os substratos com NES são exportados constitutivamente a partir do núcleo, o que significa que a exportação mediada por CRM1 é um processo regulado. Foram descobertas várias vias para a regulação da exportação dependente de NES, entre as quais está o mascaramento/desmascaramento da NES, a fosforização e a formação de pontes dissulfeto como resultado de oxidações.
A exportação nuclear inicia-se com a ligação de Ran-GTP (uma proteína G) à exportina. Isto origina uma alteração de forma na exportina, que aumenta a sua afinidade pelo carregamento que tem que ser exportado. Assim que se liga o carregamento, o complexo Ran-exportina-carregamento sai fora do núcleo através dos poros nucleares. As proteínas activadoras da GTPase (GAPs) hidrolisam posteriormente o Ran-GTP para Ran-GDP, e isto causa uma alteração conformacional e a sua libertação da exportina. Dado que já não se encontra unida à Ran, a molécula de exportina perde também afinidade pelo carregamento nuclear, e o complexo separa-se. A exportina e a Ran-GDP são recicladas e voltam ao núcleo separadamente, e o factor de troca de guanina (GEF) no núcleo troca o GDP por GTP na Ran.

## NESbase
A NESbase é uma base de dados de proteínas com sinais de exportação nuclear (NES) ricas em leucina, autentificadas experimentalmente. Investigações realizadas na Universidade Técnica de Dinamarca e na Universidade de Copenhague validaram a versão NESbase 1.0. Cada entrada desta base de dados contém informação sobre se o sinal de exportação nuclear é suficiente para a exportação ou se é só um transporte mediado pelo receptor de exportação CRM1.